# Giovanni Andrea Moniglia
Giovanni Andrea Moniglia, né le 22 mars 1625 à Florence et mort dans cette même ville le 21 septembre 1700, est un médecin et littérateur italien.

## Biographie
Giovanni Andrea Moniglia nait le 22 mars 1625 à Florence, d’une noble et ancienne famille originaire de Sarzana, dans la république de Gênes. Le grand-duc de Toscane en fait son premier archiatre. Il est nommé en 1667 à l’une des chaires de l’université de Pise ; mais les devoirs de sa place ne l’empêchèrent pas de suivre son goût pour les lettres. Il compose des intermèdes et des pièces de théâtre, que ses protecteurs faisaient représenter mais on n’y trouve ni régularité, ni vraisemblance, et le style en est défiguré par les pointes et les concetti qui déparent tous les ouvrages du même temps. Ce fut lui qui eut avec le docteur Ramazzini cette violente querelle dont le détail se trouve à la tête du tome 2 de la Biblioteca volante de Cinelli, dont cette dispute pensa causer la suppression. Moniglia était membre de l’Accademia della Crusca et de celle d'Arcadie. Il mourut le 21 septembre 1700 à l’âge de 75 ans.

## Œuvres

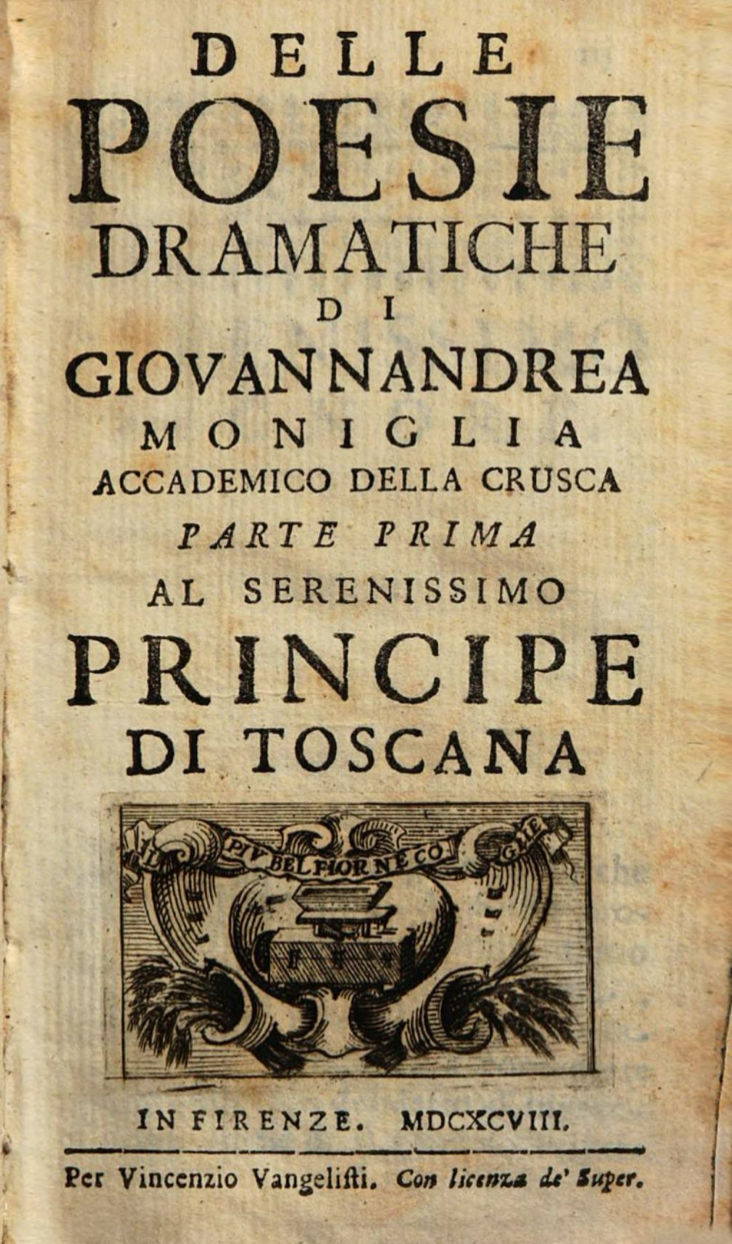
Page de titre dea Poesie Dramatiche de Giovanni Andrea Moniglia (Florence 1698)

- De viribus arcani aurei antipodagrici epistola, Florence, 1666. in-4°.
- De aquæ usu in febribus, ibid., 1682.
- Opere dramatiche, ibid., 1689, 3 tomes in-4°. Il fait entier dans ce recueil des pièces qui ne sont pas de lui, mais dont il avait composé le prologue et les divertissements.